# Midway (Géorgie)
Pour les articles homonymes, voir Midway.
Midway est une ville américaine située dans le comté de Liberty dans l'État de Géorgie.

## Démographie
| 1930 | 1940 | 1950 | 1960 | 1970 | 1980 |
| ---- | ---- | ---- | ---- | ---- | ---- |
| 42   | 96   | 228  | 240  | 167  | 457  |

| 1990 | 2000  | 2010  | - | - | - |
| ---- | ----- | ----- | - | - | - |
| 863  | 1 100 | 2 121 | - | - | - |

Lors du recensement de 2010, sa population était de 2 121 habitants.

## Traduction
- (en) Cet article est partiellement ou en totalité issu de l’article de Wikipédia en anglais intitulé « Midway, Georgia » (voir la liste des auteurs).